# Ökologischer Jagdverband Österreichs
Der Ökologische Jagdverband Österreichs (ÖJVÖ) ist ein im Jahr 2010 gegründeter österreichischer Jagdverband, der sich nach eigenem Verständnis einer an Kriterien der Ökologie ausgerichteten Jagd und einer naturnah orientierten Wald- und Wildbewirtschaftung verpflichtet hat. Er begreift sich als Alternative zu den traditionellen Jagdverbänden.

## Grundsätze und Entstehung
Anlass für die Gründung des Verbandes war der Wald-Wild-Konflikt und der Wunsch, auf nationaler Ebene für „naturnah orientierte Wald- und Wildbewirtschaftung“ werben zu können. Der Verband bildet die Dachorganisation für mehrere regionale Vorläuferorganisationen aus Oberösterreich, Niederösterreich und der Steiermark, deren Ursprünge z. T. bis in die 1970er Jahre zurückreichen. Die konstituierende Vereinssitzung im niederösterreichischen Semmering, an der mit Elisabeth Emmert auch die Vorsitzende des bundesdeutschen Ökologischen Jagdverbandes (ÖJV) teilnahm, wählte den Förster und Unternehmer Franz Puchegger zu ihrem ersten Obmann.
Der Verband begrüßt die Wiedereinwanderung der Prädatoren Wolf, Luchs und Bär und begreift sie als Helfer bei der Regulation der Wildbestände.